# Toshihiro Nagoshi
Toshihiro Nagoshi (名越 稔洋, Nagoshi Toshihiro, né le 17 juin 1965 à Shimonoseki) est un producteur et designer japonais de jeu vidéo pour Sega. Nagoshi dirigea Sega AM4/Amusement Vision de 2000 à 2011, devenu Ryū ga Gotoku Studio à partir de 2011. Il est connu pour avoir officié en tant que producteur et directeur sur la série Super Monkey Ball, à l'exception toutefois de Super Monkey Ball Adventure, mais c'est surtout la série des Yakuza (Ryu ga Gotoku au Japon) qui le propulse à l'échelle internationale. 
Après de nombreuses années au service de la firme du hérisson, Toshihiro Nagoshi quitte Sega en octobre 2021 en compagnie de Daisuke Sato. Il crée Nagoshi Studio, le 24 janvier 2022, avec l'appui de NetEase.

## Travaux
- Virtua Racing (1992) — Chef Designer
- Burning Rival (1993)
- Daytona USA (1995)
- Scud Race (1996) - Producteur, Directeur
- Shenmue (1999) — Superviseur (Sega AM4)
- Super Monkey Ball (2001) — Producteur, Directeur
- Super Monkey Ball Jr. (2002) — Producteur, Directeur
- Super Monkey Ball 2 (2002) — Producteur, Directeur
- Phantasy Star Online: Episode 1 and 2 Plus (2003) — Management exécutif
- F-Zero GX (2003) — Producer
- Billy Hatcher and the Giant Egg (2003) — Management exécutif
- Sonic Battle (2004) — Management exécutif
- Sonic Heroes (2004) — Division développement
- Sonic Advance 3 (2004) — Division développement
- Shining Force: Resurrection of the Dark Dragon (2004) — Producteur exécutif
- Yakuza (2005) — Superviseur en chef, Producteur en chef
- Spikeout: Battle Street (2005) — Producteur
- Sonic Riders (2006) — Support développement
- Yakuza 2 (2006) — Producteur
- Super Monkey Ball: Banana Blitz (2006) — Producteur, Directeur
- Nights: Journey of Dreams (2007) — Chef Producteur
- The House of the Dead 2 and 3 Return (2007) — Chef Producteur
- Yakuza Kenzan! (2008) — Producteur
- Sonic Unleashed (2008) — Chef Producteur
- Yakuza 3 (2009) — Producteur
- Sonic and the Black Knight (2009) — Chef Producteur
- Puyo Puyo 7 (2009) — Chef Producteur
- Yakuza 4 (2010) — Producteur
- Vanquish (2010) — Chef Producteur
- Yakuza: Dead Souls (2011) - Producteur
- Binary Domain (2012) — Producteur
- Yakuza 5 (2012) — Producteur
- Yakuza Zero (2015) - Producteur
- Yakuza Kiwami (2016) - Producteur
- Yakuza 6 (2017) - Producteur
- Yakuza Kiwami 2 (2017) - Producteur
- Fist of the North Star: Lost Paradise (2018) - Producteur
- Judgment (2018) - Réalisateur
- Yakuza: Like a Dragon (2020) - Producteur exécutif
- Lost Judgment (2021) - Scénariste